# Lepeophtheirus rotundipes
Lepeophtheirus rotundipes är en kräftdjursart som beskrevs av Masahiro Dojiri 1979. Lepeophtheirus rotundipes ingår i släktet Lepeophtheirus och familjen Caligidae. Inga underarter finns listade i Catalogue of Life.